# Monte Carmelo (ort)
Monte Carmelo är en ort i Brasilien.   Den ligger i kommunen Monte Carmelo och delstaten Minas Gerais, i den sydöstra delen av landet, 300 km söder om huvudstaden Brasília. Monte Carmelo ligger 871 meter över havet och antalet invånare är 44 041.
Terrängen runt Monte Carmelo är lite kuperad, och sluttar norrut. Monte Carmelo är det största samhället i trakten.
Omgivningarna runt Monte Carmelo är huvudsakligen savann. Runt Monte Carmelo är det ganska glesbefolkat, med 36 invånare per kvadratkilometer.